# Берляска
Берля́ска — гора у північно-західній частині масиву Свидовець (Українські Карпати), в межах Тячівського району Закарпатської області.
Висота 1555 м. До висоти 1400 м — хвойні та букові ліси, криволісся, вище — полонини. Поверхня плоска. Західний схил пологий, північно-західний та південно-східний — круто обривається в бік приток річки Турбат.
Гора є частиною хребта Шаса — найбільшого північно-західного відгалуження головного Свидовецького хребта. Поруч із Берляскою (на захід) розташована гора Черяпен (1532 м), на північному заході — гора Свидова (1430 м), на південному сході — Підпула (1634 м), на північному сході — Дурня (1709 м), Гропа (1763 м) і Братківська (1788 м).
Через південні схили Берляски проходить туристичний маршрут від села Лопухів до головного хребта Свидовецького масиву.
Найближчий населений пункт: село Лопухів.